# Temelucha recurvata
Temelucha recurvata är en stekelart som beskrevs av Dasch 1979. Temelucha recurvata ingår i släktet Temelucha och familjen brokparasitsteklar. Inga underarter finns listade i Catalogue of Life.